# 6月17日 (旧暦)
旧暦6月17日は旧暦6月の17日目である。六曜は仏滅である。

## できごと
- 安政元年（グレゴリオ暦1854年7月11日） - ペリーが琉球と「琉米修好条約」を締結
- 明治2年（グレゴリオ暦1869年7月25日） - 薩長土肥の4藩が版籍奉還を願出る。他藩も追従
- 明治2年（グレゴリオ暦1869年7月25日） - 公卿・諸侯を華族と称する布告

## 忌日
- 慶長16年（グレゴリオ暦1611年7月26日） - 堀尾吉晴、大名、出雲松江藩初代藩主（* 1544年）
- 安政4年（グレゴリオ暦1857年8月6日） - 阿部正弘、幕末の老中、福山藩主（* 1819年）
- 文久3年（グレゴリオ暦1863年8月1日） - 箕作阮甫、蘭学者（* 1799年）

## 記念日・年中行事
- 厳島神社管絃祭